# العبودية (كتاب)
العبودية أو رسالة العبودية هو أحد كتب الفقيه الحنبلي شيخ الإسلام ابن تيمية، وهي رسالة صغيرة عبارة عن جواب على أسئلة وُجِّهت إليه، سُئل فيه عن العبادة ما هي؟ وما فروعها؟ وهل مجموع الدين داخل فيها أم لا؟ وما حقيقة العبودية؟ وهل هي أعلى المقامات في الدنيا والآخرة أم فوقها شيء من المقامات. وقد تناول فيها ابن تيمية أعمال القلوب، وبيَّن المعنى الحقيقي للعبودية، وخطورة تعلق القلب بما هو زائل من أعراض الدنيا. وفي معرض بيانه للعبودية ردَّ على أقوال وشبهات الصوفية والقدرية وغيرهم من أهل البدع، حيث أكثر النقول من الأحاديث النبوية والآيات القرآنية وأقوال الصحابة والسلف الثقات، وزاد عليها حججا من كتب اللغة والنحو.
يقول الإمام ابن تيمية في مقدمة كتابه:
| العبودية (كتاب) | الْعِبَادَة هِيَ اسْم جَامع لكل مَا يُحِبهُ الله ويرضاه من الْأَقْوَال والأعمال الْبَاطِنَة وَالظَّاهِرَة. | العبودية (كتاب) |

## محتويات الكتاب
1. خطبة الرسالة
2. السؤال المقدم لشيخ الإسلام ابن تيمية
3. جواب شيخ الإسلام
4. تعريف العبادة وفروعها
5. دعوة الأنبياء إلى عبادة الله
6. وصف عباد الرحمن بالعبادة
7. وصف الملائكة بالعبادة
8. وصف الأنبياء بالعبادة
9. الدين: إسلام، وإيمان، وإحسان
10. مراتب الحب
11. وجوب تقديم محبة الله والرسول على كل شيء
12. جنس المحبة والطاعة لله ولرسوله
13. العبادة لله تعالى وحده
14. الله هو حسب المؤمنين
15. المخلوقون كلهم عباد الله
16. العبودية المتعلقة بربوبية الله
17. حقيقة العبودية
18. تحليل لفكرة (الحقيقة) عند الصوفية، والكشف عن حقيقتها، وبيان موقف الإسلام منها
19. الفرق بين الحقيقة الكونية، والحقيقة الدينية
20. العبادة التي يرضاها الله تعالى. والكلام على القضاء والقدر
21. القدر الذي أمرنا أن نرضى به ونصبر عليه
22. محاجة آدم موسى في القدر
23. ما يجب على المذنب فعله
24. لا يستوي المتقون والمفسدون
25. الفرق بين أهل الحق والباطل
26. كفر من اعتقد بـ (الحلول)
27. حقيقة العبادة والطاعة
28. من العبادة الأخذ بالأسباب
29. لا احتجاج بالقدر في مخالفة الشريعة
30. الإنسان مخير في أفعاله، ولا يسقط عنه التكليف
31. الأمر والنهي، لا يسقطان حتى الموت
32. اعتقاد سقوط الأمر والنهي، محادة لله ورسوله
33. الاحتجاج بالقدر، من مقالات المبتدعة
34. تحليل الحرام، وعبادة الله بما لم يشرع الله
35. ليست الحقيقة بما يراه ويذوقه
36. ما خالف الكتاب والسنة ضلال
37. ضلال من قدم القياس على النص
38. حلاوة الإيمان، وكيف يوجد
39. محبة أهل الأهواء لأهوائهم، ومحبة أهل الأصنام لأصنامهم
40. المحبة المطلقة لأهل الإيمان وغيرهم
41. الأمر باتباع الشريعة، وعدم اتباع الأهواء
42. الأمر مقرون بالعبادة والعمل
43. الاعتصام بالسنة نجاة
44. العمل الصالح هو الإحسان
45. تعريف الخالص والصواب من الأعمال
46. تعريف الإحسان والمنكر
47. تنوع دلالة الاسم، بحال الانفراد، والاقتران
48. بحث في الخاص والعام، وأن الخاص لا يدخل في العام حال الاقتران
49. تلاوة الكتاب (القرآن الكريم) : حقيقة اتباعه والعمل به
50. التوكل والاستعانة عبادة
51. ازدياد الكمال عند تحقق العبودية لله
52. وصف أكابر الخلق بالعبادة
53. دعوة الرسل إلى العبادة
54. تعريف عباد الله المخلصين
55. نعت من اصطفى الله بالعبودية
56. مخاطبة الله لنبينا صلى الله عيه وسلم بالعبودية
57. تفاضل الناس في حقيقة الإيمان
58. حال من عبد المال
59. ذم الطمع، ومدح القناعة
60. النهي عن سؤال الناس، إلا عند الضرورة
61. الأمر بسؤال الخالق، والنهي عن سؤال المخلوق
62. سؤال الرزق من الخالق والشكوى إليه
63. معنى الهجر الجميل، والصفح الجميل، والصبر الجميل
64. شكوى موسى ومحمد صلوات الله عليهما إلى الله
65. الأمر بالتوكل على الحي الذي لا يموت
66. حرية القلب وعبوديته
67. عذاب من استعبده عشق الصور المحرمة، غير المباحة
68. إعراض القلب عن الله بلاء عظيم
69. صرف الحب الفاسد بالحب الصالح
70. سبب تزكية النفوس وتطهيرها
71. عبودية أصحاب المصالح لبعضهم
72. طلب ما يحتاج إليه الإنسان، وترك ما سواه
73. أوثق عرى الإيمان
74. علامة محبة الله تعالى
75. توعد من قدم محبة الأهل والمال، على حب الله ورسوله
76. حقيقة المحبة موالاة المحبوب
77. الجهاد وتعريفه
78. كلما ازداد القلب حبا لله، ازداد عبودية له
79. القلب فقير إلى الله
80. حقيقة العبودية
81. أفضل الخلق أتمهم عبودية له
82. حقيقة دين الإسلام، الاستسلام لله وحده
83. لا يدخل الجنة متكبر
84. شعار الصلاة والأذان والأعياد: التكبير
85. من استكبر عن عبادة الله، عبد غير الله
86. كل مستكبر عن عبادة الله، فهو مشرك
87. كمال العبودية البراءة من الشرك والكبر
88. جميع الأنبياء بعثوا بالإسلام
89. إسلام الكائنات لله طوعا أو كرها
90. الله وحده هو الغني عن كل ما سواه
91. أعظم الظلم الشرك بالله
92. تفسير: {إن إبراهيم كان أمة}
93. اتخاذ الله تعالى محمدا صلى الله عليه وسلم خليلا
94. الفرق بين الخلة والمحبة، التي أنكرتها الجهمية
95. الخلة أعلى من المحبة
96. محبة الله لعباده المؤمنين
97. خطأ الفلاسفة في تعريف اللذة
98. أقسام المحبة
99. كراهة مجالسة مكثر ذكر المحبة بلا خشية
100. الانبساط في دعوى المحبة
101. لا يفعل المحب ما يبغض المحبوب
102. دعوى بعض السالكين في حب الله
103. محبة الله تكون باتباع الرسول وطاعته
104. الجهاد أساس محبة الله
105. لا يمكن لأحد أن يحب كل موجود
106. الفرق بين الحب والادعاء
107. التقرب إلى الله بالواجبات والمستحبات
108. ترك المجاهدة مخالفة للشرع
109. الدين الحق: عبادة الله بما شرع الله
110. كل عمل لا يراد به وجه الله: باطل
111. مدار الثواب على صحة النية
112. فساد الدين بالحرص على الشرف والمال
113. ثمرة الإخلاص تظهر بتذوق الطاعة
114. القلب المنيب إلى الله
115. بعض نتائج الإخلاص
116. من لم يكن عبدا لله استعبدته الكائنات
117. الفرق بين أئمة الحنفاء، وأئمة المشركين
118. الحقيقة: طاعة، بلا معصية
119. الفناء ثلاثة أنواع
120. النوع الأول من أنواع الفناء
121. النوع الثاني من أنواع الفناء
122. خطأ من يقول بوحدة الوجود
123. الأنبياء والصحابة، لم يقعوا في الوله والفناء
124. أول من قال بالفناء والسكر
125. الكمل من المؤمنين قلوبهم عامرة بمحبة الله وإرادته وعبادته
126. النوع الثالث من أنواع الفناء
127. تجريد العبودية لله
128. تفريق من اقتدي بهم، بين الخالق والمخلوق
129. مباينة الله سبحانه لخلقه
130. إخلاص العبادة لله، يمحو عبادة ما سواه
131. الإقرار بالألوهية والربوبية: هو التوحيد
132. أفضل الذكر لا إله إلا الله
133. بطلان الذكر بالاسم المفرد (الله، الله) مظهرا كان أو مضمرا
134. فائدة الأذكار الشرعية
135. إبطال قول: أخاف الموت بين النفي والإثبات
136. الذكر بالاسم الفرد (الله، الله) ليس من السنة
137. إبطال الاستدلال على الذكر بالاسم الفرد بقوله تعالى: {قل الله ثم ذرهم في خوضهم يلعبون}
138. الاسم المجرد، لا يفيد شيئا من الإيمان
139. تفسير ما ورد في الآيات من لفظ الاسم
140. بيان أن الذكر، لا يكون إلا بالجملة التامة
141. بعض ما في القرآن والسنة من الذكر
142. بيان متعلق الباء في قولك: باسم الله
143. لم يرد الاسم المفرد في الأذكار المشروعة
144. لفظ (الكلمة) يراد منها الجملة في الكتاب والسنة
145. بيان معنى الحرف
146. الذكر بالاسم المفرد، لا أصل له
147. محدثات الأمور ضلالة
148. جماع الدين أصلان:
149. 1- الدين ما شرعه الله تعالى
150. 2- العبادة والخشية لله تعالى وحده
151. أهل الصراط المستقيم
152. الإسلام دين الرسل جميعا

## وصلات خارجية
- تحميل أو قراءة كتاب العبودجية من المكتبة الشاملة